# Vigiriega (uva)

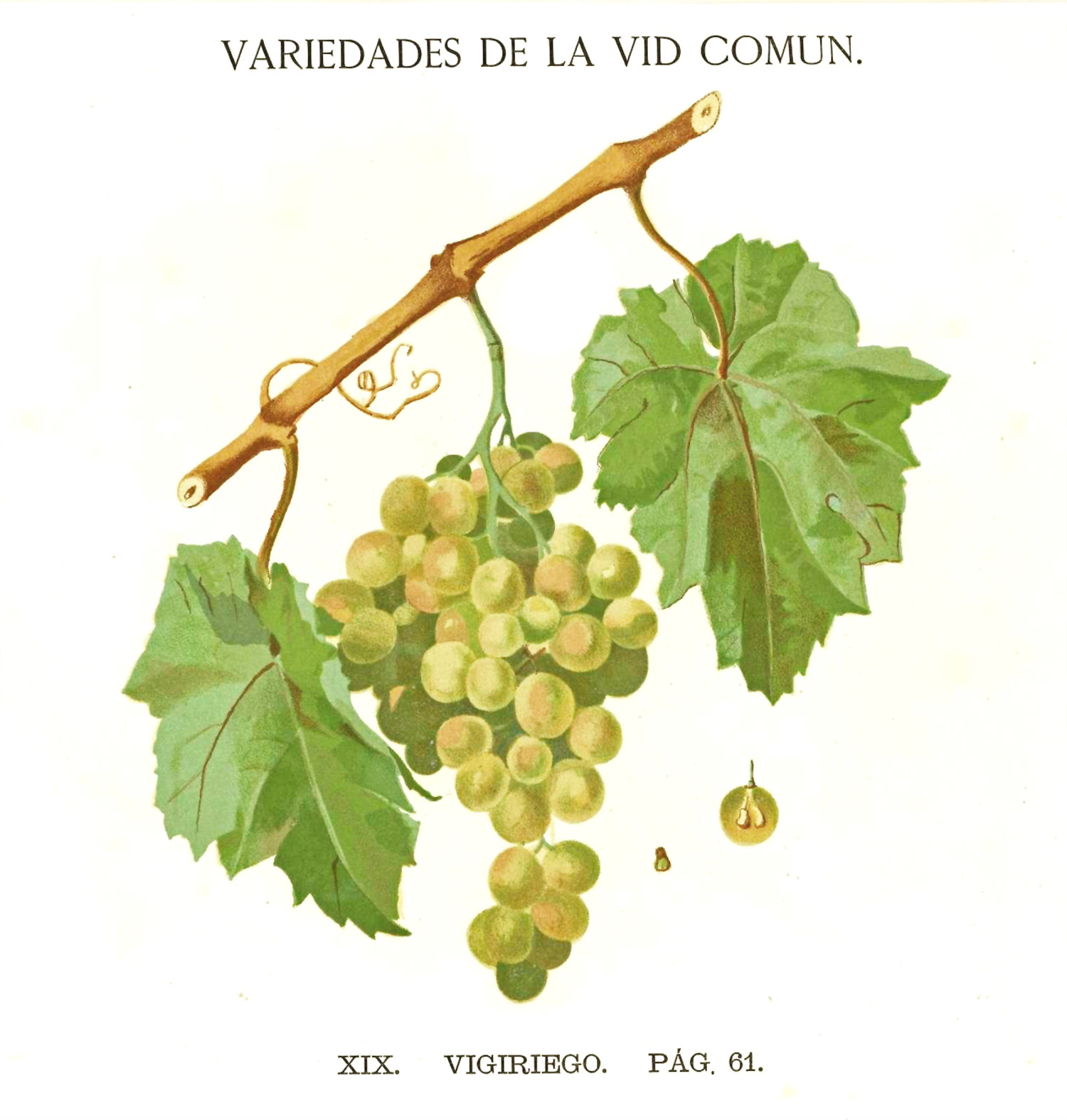
Representación de un racimo de uva vigiriega común en una cromolitografía del

La uva vigiriega común es una variedad de vid muy poco extendida que se cultiva en Canarias (El Hierro, Tenerife) y en Granada (Sierra de la Contraviesa –La Alpujarra–), reducto peninsular de una uva cultivada en toda Andalucía antes de la epidemia de filoxera en el último cuarto del siglo XIX. 
La cepa vigiriega es muy vigorosa y rastrera, resistente y altamente productiva; produce pocos racimos de mediano tamaño, poco apretados y de granos gordos. La uva, casi redonda y de color blanco-verdoso, era reputada antiguamente como uva de mesa. Su zumo es rico en azúcares y acidez resultando especialmente apto para la elaboración de vino espumoso natural.
Los vinos obtenidos a partir de uva vigiriega son afrutados y no excesivamente aromáticos, predominando las notas de manzana verde, pera, cítricos e hinojos, dependiendo del grado de madurez. 
Es también llamada «bujariego», «diego», «derijadiego», «vijariego», «vijiriego» y «vujariego».
Existe una variedad tinta, la vigiriega negra, que difiere de la común, además de en el color, en la forma de los pámpanos, de senos más profundos y algo más anchos en la base; en los racimos, que son más ralos, y en el sabor más ácido. Tras la epidemia de filoxera su cultivo quedó reducido a niveles testimoniales.